# Franquevielle
Franquevielle är en kommun i departementet Haute-Garonne i regionen Occitanien i södra Frankrike. Kommunen ligger i kantonen Montréjeau som tillhör arrondissementet Saint-Gaudens. År 2022 hade Franquevielle 328 invånare.

## Befolkningsutveckling
Antalet invånare i kommunen Franquevielle
Referens:INSEE